# Port Alberni
Port Alberni est une cité (city) située sur l'île de Vancouver dans la province de Colombie-Britannique, au Canada. Les industries forestières et de pêche y sont importantes.

## Histoire
Nommée en l'honneur de Don Pedro de Alberni, un officier espagnol qui était commandant du Fort San Miguel à la baie de Nootka entre 1790 et 1792, la région était habitée par les Nuu-chah-nulth.
L' Alberni Indian Residential School  était une école de la ville de Port Alberni de 1891 à 1973. Il était situé au sud de la réserve de Tsahaheh 1 et à environ quatre kilomètres au nord de Port Alberni. Cette école (et d'autres écoles de ce type au Canada) a acquis une notoriété pour la maltraitance sur mineur systématiques contre les enfants de l'école par le personnel enseignant.

## Climat
| Mois                                  | jan.       | fév.       | mars       | avril     | mai       | juin      | jui.      | août      | sep.      | oct.      | nov.       | déc.       | année           |
| ------------------------------------- | ---------- | ---------- | ---------- | --------- | --------- | --------- | --------- | --------- | --------- | --------- | ---------- | ---------- | --------------- |
| Température minimale moyenne (°C)     | 0,5        | 0,1        | 1,3        | 3,2       | 6,1       | 8,9       | 10,6      | 10,5      | 7,5       | 5,1       | 2,5        | 0,4        | 4,7             |
| Température moyenne (°C)              | 3          | 3,8        | 6,4        | 8,7       | 12        | 14,9      | 17,4      | 18        | 14,9      | 10        | 5,3        | 2,4        | 9,7             |
| Température maximale moyenne (°C)     | 5,4        | 7,4        | 11,5       | 14,2      | 18        | 20,7      | 24,2      | 25,5      | 22,3      | 14,9      | 8,1        | 4,5        | 14,7            |
| Record de froid (°C) date du record   | −21,7 1950 | −15,6 1950 | −13,9 1951 | −7,8 1936 | −5,6 1954 | 0 1918    | 2,2 1971  | 1,1 1973  | −3,9 1926 | −8,5 1984 | −16,8 1985 | −17,4 2008 | −21,7 14/1/1950 |
| Record de chaleur (°C) date du record | 15,6 1940  | 19,4 1968  | 24,2 2016  | 30,6 1934 | 34,1 1983 | 42,7 2021 | 41,1 1941 | 39,4 1933 | 35,6 1937 | 27,8 1932 | 20,6 1954  | 16,7 1941  | 42,7 28/6/2021  |
| Ensoleillement (h)                    | 24,3       | 58,1       | 111,8      | 150,5     | 191,4     | 193,8     | 262,8     | 262,6     | 195,8     | 103,1     | 35         | 22,1       | 1 611,2         |
| Précipitations (mm)                   | 290,9      | 255,3      | 190,1      | 126,6     | 78,5      | 55,3      | 26,1      | 38,5      | 49,1      | 204,4     | 316,6      | 276        | 1 907,3         |
| dont neige (cm)                       | 15,4       | 22,2       | 10,1       | 1         | 0         | 0         | 0         | 0         | 0         | 1,1       | 9,6        | 20,7       | 80              |
| Nombre de jours avec précipitations   | 20         | 17,3       | 17,7       | 17,9      | 14,5      | 12,4      | 6,7       | 6,9       | 8,6       | 15,6      | 21,6       | 19,6       | 178,5           |
| Humidité relative (%)                 | 88,3       | 77,5       | 65,8       | 58,6      | 59,4      | 57,7      | 52,7      | 47,7      | 52,5      | 70,8      | 83,6       | 87,5       | 66,8            |
| Nombre de jours avec neige            | 3,4        | 3,6        | 2,6        | 0,5       | 0         | 0         | 0         | 0         | 0         | 0,1       | 1,9        | 5,1        | 17,2            |

| Diagramme climatique                                  |             |              |              |           |             |              |              |             |              |             |           |
| J                                                     | F           | M            | A            | M         | J           | J            | A            | S           | O            | N           | D         |
| 5,40,5290,9                                           | 7,40,1255,3 | 11,51,3190,1 | 14,23,2126,6 | 186,178,5 | 20,78,955,3 | 24,210,626,1 | 25,510,538,5 | 22,37,549,1 | 14,95,1204,4 | 8,12,5316,6 | 4,50,4276 |
| Moyennes : • Temp. maxi et mini °C • Précipitation mm |             |              |              |           |             |              |              |             |              |             |           |

## Démographie
| 2001   | 2006   | 2011   | 2016   |
| ------ | ------ | ------ | ------ |
| 17 748 | 17 548 | 17 743 | 17 678 |

## Personnalités liées à la cité
- Kim Campbell, la première femme première ministre du Canada, née à Port Alberni en 1947.
- Rick Hansen, athlète paraplégique, né à Port Alberni en 1957.
- Laurent Brossoit (1993-), gardien de but de hockey professionnel.
- George Clutesi, (1905-1988) artiste et écrivain Tsheshaht (Nuu-chah-nulth).
- Raymond Frogner, archiviste, né à Port Alberni

## Jumelage
Port Alberni est jumelée avec Abashiri (Japon).